# باشگاه ورزشی نیو رود تیم
باشگاه فوتبال نیو رود تیم (که بیشتر با نام مخفف ان‌آرتی شناخته می‌شود) یک باشگاه چند ورزشی نپالی است، که به خاطر دستاوردهای فوتبالی‌اش بسیار شناخته شده است. این باشگاه در تریپورشور، کاتماندو مستقر است. آنها در لیگ دسته اول نپال رقابت می‌کنند.

## افتخارات
- لیگ دسته اول نپال: ۵ قهرمانی
- جام طلایی سیمارا: ۱ قهرمانی
- جام ملی باشگاه‌های نپال: ۱ قهرمانی
- جام طلایی ماهیندرا: ۱ قهرمانی